# Dibamus tebal
Espèce
Dibamus tebal est une espèce de sauriens de la famille des Dibamidae.

## Répartition
Cette espèce est endémique de Simeulue en Indonésie.

## Publication originale
- Das & Lim, 2009 : A new species of Dibamus (Squamata: Dibamidae) from Pulau Simeuleu, Mentawai Archipelago, Indonesia. Zootaxa, n. 2088, p. 15-23.